# وزارت کشور اسرائیل
وزارت کشور اسرائیل (انگلیسی: Ministry of Interior، عبری: משרד הפנים‎، ت. «Misrad HaPnim»، عربی: وزارة الداخلیة‎) در کشور اسرائیل یکی از ادارات دولتی است که مسئول امور دولت محلی، شهروندی و اقامت، کارت‌های شناسایی و ویزای دانشجویی و ورود است. وزیر فعلی موشه آربل است.